# Poteriteri
A Poteriteri Új-Zéland legdélibb tava, a Déli-szigeten, Southland régióban, a Fiordland Nemzeti Parkban található. A tó 28 kilométer hosszú, 43 km²-es felületű; medrét az utolsó jégkorszakban gleccserek mélyítették ki, a közeli fjordokhoz hasonlóan, de medre a jég visszavonulása után nem maradt összeköttetésben a tengerrel.

## Neve
A Poteriteri maori nyelvű elnevezés fordítása bizonytalan, három különböző javaslat is létezik rá.

## Elhelyezkedése
Az ország legdélebbi tava 40 kilométerre található Tuatapere településtől, a hasonló méretű Monowai és Hauroko tavak közelében. A tó fölös vízét a rövid, mindössze nyolc kilométeres Waitutu folyó vezeti le a tengerbe a Foveaux-szoros nyugati végén.
A túrázók a tavat a Hauroko tó kifolyásától induló jelzett turistaútvonalon, vagy helikopterrel közelíthetik meg. 

## Fordítás
Ez a szócikk részben vagy egészben a Lake Poteriteri című angol Wikipédia-szócikk ezen változatának fordításán alapul.  Az eredeti cikk szerkesztőit annak laptörténete sorolja fel. Ez a jelzés csupán a megfogalmazás eredetét és a szerzői jogokat jelzi, nem szolgál a cikkben szereplő információk forrásmegjelöléseként.